# Atentáty na papeže Jana Pavla II.

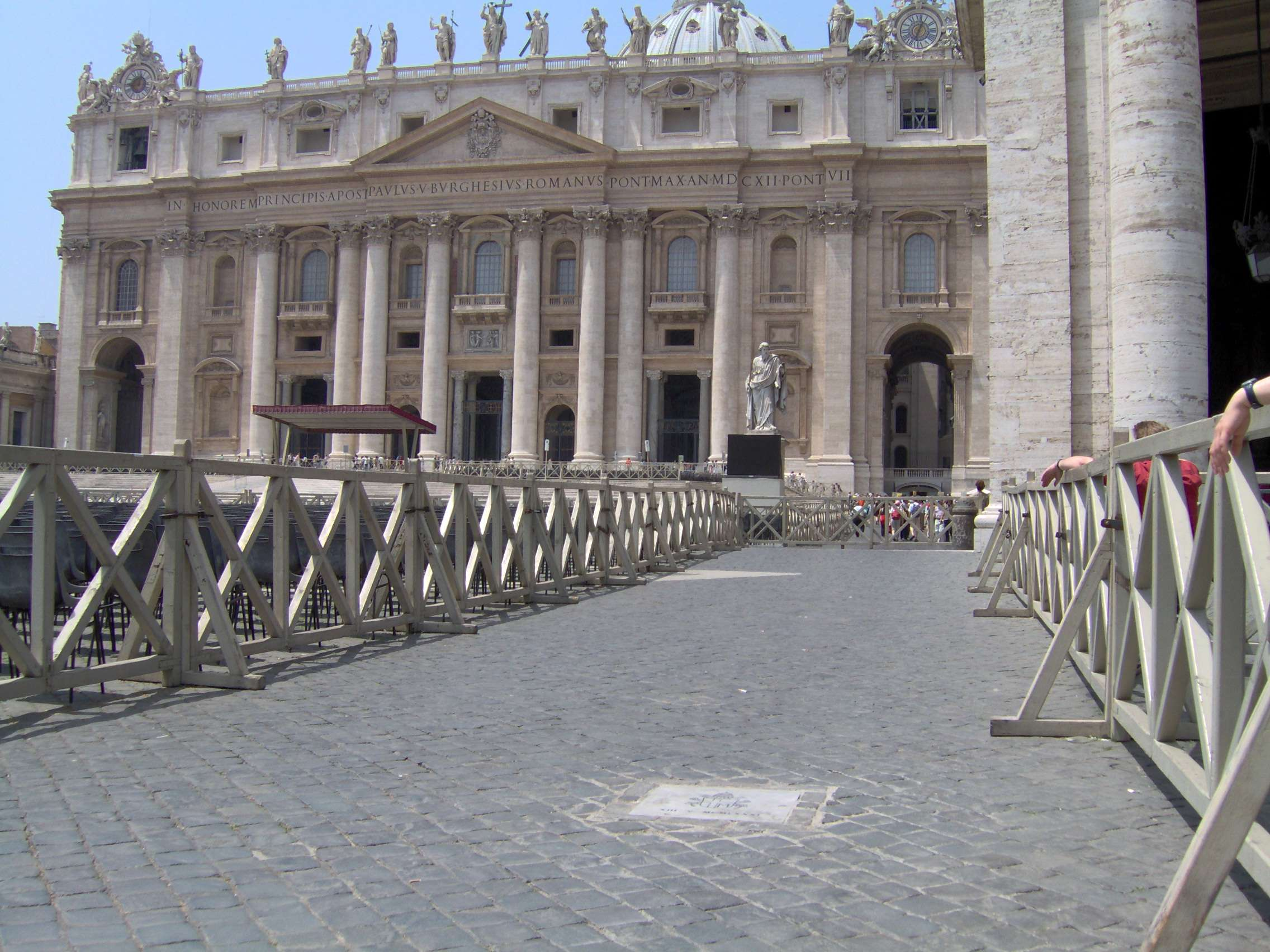
Místo atentátu z roku 1981

Na papeže Jana Pavla II. bylo plánováno nebo spácháno vícero atentátů. Ve dvou případech byl papež raněn. 

## Atentát v roce 1981
13. května 1981 na papeže střílel na Svatopetrském náměstí Turek Mehmet Ali Ağca. Papež utrpěl těžká zranění, nicméně jeho život se podařilo zachránit. Existuje několik teorií, odkud atentát vzešel, nejrozšířenější tvrdí, že šlo o společnou akci KGB, Stasi a bulharské tajné služby.

## Atentát v roce 1982
12. května 1982 se Jana Pavla II. pokusil v portugalské Fatimě nožem (resp. bajonetem) zavraždit ultrakonzervativní španělský kněz Juan Fernandez Krohn, který odmítal Druhý vatikánský koncil a následující změny v církvi. Dlouho se mělo za to, že kolemstojící jej zneškodnili dříve, než mohl papeži ublížit, nicméně v roce 2008 kardinál Dziwisz přiznal, že Jan Pavel II. byl při útoku lehce zraněn na ruce, ale zatajil to.